# Harry Rosen (Mobster)
Harry „Nig“ Rosen (geboren als Harry Stromberg) war ein US-amerikanischer Mobster in Philadelphia, dessen Einfluss von der Ostküste der Vereinigten Staaten bis nach Atlantic City, Baltimore und Washington, D.C. reichte. Er wird heute der Kosher Nostra zugerechnet.

## Leben
Harry Rosen wurde ein bekannter Krimineller im Südosten von Philadelphia, da er der Kopf der 69th Street Gang war. Die Bande war auf den 'Geschäftsfeldern' der Prostitution, Erpressung und des „labor racketeering“ tätig. Mitte der 1920er Jahre stieg sie mit Arnold Rothstein in den Drogenhandel ein.
Rosen löste Max „Boo Hoo“ Hoff als führenden „bootleger“ während der Alkoholprohibition ab und wurde ein Mitglied der „Seven Group“ (auch Big Seven genannt), die mit Waxey Gordon und Irving Blitz verbündet waren, welche den Alkoholschmuggel an der gesamten Ostküste beherrschten.
Während der 1930er Jahre arbeitete er zusammen mit Meyer Lansky an der Expansion des Drogenhandels in und über Mexiko, da die alten Schmuggelrouten über Japan wegen des Konflikts zwischen den USA und Japan bereits vor dem eigentlichen Zweiten Weltkrieg zusammenbrachen. Unterstützt wurde er dabei von Harry Tietlebaum (* 1889), einem weiteren Lansky-Mann aus dem Bugs and Meyer Mob. 1939 stand die Verbindung von Mexiko-Stadt zu den großen Städten in den USA, wie New York City, Philadelphia, Miami, Los Angeles etc. und auch nach Havanna auf Kuba.
Rosen und sein Stellvertreter, Fahrer und Bodyguard William „Willie“ Weisberg galten außerdem, laut Aussage des Polizei-Superintendenten George F. Richardson vor dem Kefauver Ausschuss 1951, als führende Mobster im illegalen Glücksspiel.
Während der 1950er Jahre wurde Rosen Partner von Gaetano „Tommy“ Lucchese und beide verschifften Bekleidung die im Garment District von New York City hergestellt worden war.